# Ali Faudet
Ali Faudet (ur. 3 lipca 1970) – czadyjski sprinter, olimpijczyk, reprezentant Czadu na letnich igrzyskach olimpijskich w 1988 oraz 1992.

## Rekordy życiowe
| Dystans            | Rezultat | Miejsce  | Data        |
| ------------------ | -------- | -------- | ----------- |
| 400 m              | 47,07    | Narbona  | 28.06.1992  |
| 400 m przez płotki | 54,25    | Besançon | 24.06.1994. |